# Peter Becker (Tischtennisspieler)
Peter Becker (* 19. März 1964) ist ein deutscher Tischtennisspieler mit aktiver Zeit in den 1980er Jahren. Bei Deutschen Meisterschaften gewann er eine Bronzemedaille.

## Werdegang
Peter Becker begann seine Laufbahn beim Verein TTC Wahlen-Niederlosheim. 1981 wurde er Deutscher Jugendmeister im Einzel und im Doppel mit Michael Gebel. 1981 wechselte er zum Bundesligisten ATSV Saarbrücken. Hier trug er 1983, 1984 und 1985 zum Gewinn der Deutschen Mannschaftsmeisterschaft bei. 1988 trat er für TSV Heilbronn-Sontheim in der 2. Bundesliga an. Mehrmals nahm er an Deutschen Meisterschaften teil. Hier erzielte er 1982 sein bestes Ergebnis, als er Bronze im Mixed mit Dagmar Solja-Andruszko holte.